# یرین
جونگ یه رین (کره‌ای: 정예린؛ زادهٔ ۱۹ اوت ۱۹۹۶) که با نام یرین (کره‌ای: 예린) شناخته می‌شود، خواننده و بازیگر اهل کره جنوبی است. او عضو سابق جی‌فرند، گروه دخترانه کره جنوبی بود و اکنون به صورت انفرادی فعالیت می‌کند.

## اوایل زندگی
یرین زادهٔ ۱۹ اوت ۱۹۹۶ در اینچئون، کره جنوبی است. او در سال ۲۰۱۵ از مدرسه هنرهای نمایشی سئول فارغ‌التحصیل شد.

## ترانه‌شناسی

### آلبوم‌های چندآهنگه
| عنوان | جزئیات | بهترین موقعیت جدول | فروش                |
| عنوان | جزئیات | کره جنوبی          | فروش                |
| ----- | --- | ------------------ | ------------------- |
| اریا  | - انتشار: ۱۸ مه ۲۰۲۲ - ناشر: سابلیم - فرمت: سی‌دی، دانلود دیجیتال، استریم فهرست قطعات 1. «مقدمه: شکوفایی» 2. «اریا» 3. «معتقد» 4. «لالالا» 5. «زمان» (시간) | ۸                  | - کره جنوبی: ۴۰٬۲۸۱ |